# Philadelphia Warriors 1961-1962
La stagione 1961-62 dei Philadelphia Warriors fu la 16ª nella NBA per la franchigia.
I Philadelphia Warriors arrivarono secondi nella Eastern Division con un record di 49-31. Nei play-off vinsero la semifinale di division con i Syracuse Nationals (3-2), perdendo poi la finale di division con i Boston Celtics (4-3).

## Risultati
| Squadra               | V  | P  | %    | GB |
| --------------------- | -- | -- | ---- | -- |
| Boston Celtics        | 60 | 20 | 75,0 | -  |
| Philadelphia Warriors | 49 | 31 | 61,3 | 11 |
| Syracuse Nationals    | 41 | 39 | 51,3 | 19 |
| New York Knicks       | 29 | 51 | 36,3 | 31 |

## Roster
| N° | Naz.                   | Ruolo | Sportivo         | Anno | Alt. | Peso \|\| |
| -- | ---------------------- | ----- | ---------------- | ---- | ---- | --------- |
| 5  | Stati Uniti (bandiera) | G     | Guy Rodgers      | 1935 | 183  | 84        |
| 7  | Stati Uniti (bandiera) | GA    | Ed Conlin        | 1933 | 196  | 91        |
| 9  | Stati Uniti (bandiera) | A     | Frank Radovich   | 1938 | 203  | 107       |
| 11 | Stati Uniti (bandiera) | GA    | Paul Arizin      | 1928 | 193  | 86        |
| 12 | Stati Uniti (bandiera) | A     | Ted Luckenbill   | 1939 | 198  | 93        |
| 13 | Stati Uniti (bandiera) | C     | Wilt Chamberlain | 1936 | 216  | 125       |
| 14 | Stati Uniti (bandiera) | A     | Tom Meschery     | 1938 | 198  | 98        |
| 15 | Stati Uniti (bandiera) | GA    | Tom Gola         | 1933 | 198  | 93        |
| 16 | Stati Uniti (bandiera) | G     | Al Attles        | 1936 | 183  | 79        |
| 17 | Stati Uniti (bandiera) | AC    | Joe Ruklick      | 1938 | 206  | 100       |
| 34 | Stati Uniti (bandiera) | G     | York Larese      | 1938 | 193  | 83        |
| 34 | Stati Uniti (bandiera) | G     | Bob McNeill      | 1938 | 185  | 77        |

## Staff tecnico
- Allenatore: Frank McGuire